# 손은서
손은서(본명: 손지연, 1985년 6월 26일 ~ )는 대한민국의 배우다. 본관은 밀양

## 연기 활동
드라마
| 연도 | 방송사  | 제목                            | 역할            | 비고     |
| ---- | ------- | ------------------------------- | --------------- | -------- |
| 2008 | OCN     | 과거를 묻지 마세요              |                 |          |
| 2009 | KBS2    | 공주가 돌아왔다                 | 김예나          |          |
| 2010 | MBC     | 욕망의 불꽃                     | 김미진          |          |
| 2011 | KBS2    | 스파이 명월                     | 유다해          |          |
| 2011 | SBS     | 내 딸 꽃님이                    | 은채경          |          |
| 2011 | KBS2    | 노리코, 서울에 가다             | 라디오 DJ       | 특별출연 |
| 2012 | KBS2    | 사랑비                          | 백혜정          |          |
| 2012 | MBC     | 메이퀸                          | 장인화          |          |
| 2013 | JTBC    | 그녀의 신화                     | 김서현/은경희   |          |
| 2013 | SBS     | 별에서 온 그대                  | 황진이          | 특별출연 |
| 2014 | MBC     | 드라마 페스티벌 - 형영당 일기   | 민회정          |          |
| 2015 | SBS     | 내마음 반짝반짝                 | 천금비          |          |
| 2015 | KBS2    | 별난 며느리                     | 차영아          |          |
| 2016 | tvN     | 응답하라 1988                   | 탑언니          | 특별출연 |
| 2016 | tvN     | 싸우자 귀신아                   | 홍명희          | 특별출연 |
| 2017 | OCN     | 보이스                          | 박은수          |          |
| 2017 | KBS2    | 7일의 왕비                      | 장녹수          |          |
| 2018 | SBS     | 스위치 - 세상을 바꿔라          | 최민아          | 특별출연 |
| 2018 | OCN     | 보이스 2                        | 박은수          |          |
| 2019 | MBC     | 봄이 오나 봄                    | 최서진          |          |
| 2019 | OCN     | 보이스 3                        | 박은수          |          |
| 2021 | tvN     | 보이스 4                        | 박은수          |          |
| 2022 | Disney+ | 키스 식스 센스                  | 홍예술의 어머니 | 특별출연 |
| 2022 | Disney+ | 카지노                          | 김소정          |          |
| 2023 | SBS     | 법쩐                            | 명세희          | 12부작   |
| 2024 | Disney+ | 강력하진 않지만 매력적인 강력반 | 정은경          |          |

영화
- 2008년 《허밍》 ... 수의사 역
- 2008년 《시선 1318》 ... 규리 역
- 2009년 《여고괴담 5: 동반자살》 ... 소이 역
- 2013년 《일탈여행: 프라이빗 아일랜드》 ... 인아 역
- 2013년 《창수》 ... 미연 역
- 2016년 《대결》 ... 소은 역
- 2016년 《오직 하나뿐인 그대》
- 2018년 《동네사람들》 ... 수진 역

예능
- 《정글의 법칙》 (2016년, SBS)

뮤직 비디오
- 2009년 2NB - 뻔한 여자
- 2011년 박재범 - 별
- 2012년 마이네임 - 헬로 앤 굿바이
- 2012년 서인국 - 밀고 당겨줘

## 광고
- 2013년 율미아스텝
- 2014년 참소주

## 홍보대사
- 2010년 제12회 서울국제청소년영화제 홍보대사
- 2010년 부산국제단편영화제 홍보대사
- 2012년 제13회 전주국제영화제 홍보대사

## 수상 및 후보
| 연도 | 시상식                     | 부문        | 작품   | 결과 |
| ---- | -------------------------- | ----------- | ------ | ---- |
| 2012 | 제7회 아시아 모델상 시상식 | CF모델상    | 빈칸   | 수상 |
| 2012 | MBC 연기대상               | 여자 신인상 | 메이퀸 | 후보 |